# Giovanni Vianello (politico)
Giovanni Vianello (Grottaglie, 24 giugno 1979) è un politico italiano, deputato della XVIII legislatura della Repubblica Italiana.
Residente a Taranto, ha studiato senza laurearsi Economia del turismo alla sede di Rimini dell'Università di Bologna, lavorando nel frattempo in aziende turistiche tra cui Valtur. In seguito, nel 2008 è tornato a Taranto, ed è stato cameriere e operatore di call center.
Il 16 settembre 2021 lascia il Movimento 5 Stelle e il 9 dicembre 2021 aderisce a L'Alternativa c'è.
Il 12 ottobre 2022 è cessato il suo mandato da parlamentare.